# İş Kuleleri
IS Kuleleri je komplex tří postmoderních budov v tureckém městě Istanbul. Komplex je sídlem společnosti Türkiye IS Bankasi.
Nejvyšší z budov, IS Kuleleri 1 je s výškou 181 m šestou nejvyšší budovou ve městě. Výstavba probíhala v letech 1996-2010 podle plánů společnosti Swanke Hayden Connell Architects a po dokončení se stala nejvyšší budovou v zemi. Nachází se v ní 52 pater. Další dvě budovy,  IS Kuleleri 2 a IS Kuleleri 3 jsou 118 m vysoké a obě mají 36 pater.